# Ritorno al giardino segreto
Ritorno al giardino segreto (Back to The Secret Garden) è un film televisivo del 2001 diretto da Michael Tuchner e seguito di The Secret Garden del 1987.

## Trama
Mary è diventata adulta e ha trasformato Misselthwaite in un orfanotrofio. Si è sposata con suo cugino Colin (innamorato di lei fin dall'infanzia) mentre il suo amico Dickon è morto in guerra. Nonostante sia cresciuta continua ad avere a cuore il giardino segreto e incarica la nuova governante di prendersene cura mentre lei sarà negli Stati Uniti d'America. Una volta partita purtroppo la governante non riesce più a trovare l'ingresso del giardino, che rischia nuovamente di essere dimenticato. Fortunatamente una delle bambine dell'orfanotrofio lo riscoprirà, riportandolo all'antico splendore e portandoci i suoi compagni di giochi.

## Produzione
La trama riprende e prosegue la storia dei personaggi creati da Frances Hodgson Burnett ma si basa su un soggetto interamente originale e non derivato da opere dell'autrice.